# F-12C
ドコモ スマートフォン F-12C（ドコモ スマートフォン エフ イチ に シー）、後のdocomo with series F-12C（ドコモ ウィズシリーズ エフ イチ に シー）は、富士通によって開発された、NTTドコモの第3世代移動通信システム（FOMA）端末である。
コンセプトは、いつまでも使い続けたい「100年ケータイ」となっている。ドコモ スマートフォンのひとつとして発売され、2011年冬モデル発表以降はdocomo with seriesに分類されている。

## 概要
本機の発売以前から富士通東芝モバイルコミュニケーションズ（現：富士通モバイルコミュニケーションズ、以下富士通東芝）が製造販売していたものの、富士通本体が製造販売するものとしては初めてのAndroid搭載のスマートフォンとなる。OSはAndroid 2.3を搭載している。薄型、軽量の筐体でありながら、防水性能IPX5／IPX8に対応し、その他に、おサイフケータイ、赤外線通信、Wi-Fi、Bluetoothなど様々な機能を搭載している。また、イー・モバイル・イー・アクセスが販売する端末を除けば数少ない、1.7GHz帯対応スマートフォンである。ちなみに、L-02Dが出るまでは、SIMロック解除後にEM chipを利用できる唯一のスマートフォンだった（2012年10月現在、通常サイズのFOMAカードないしはドコモUIMカードを利用するタイプとしては、他にSO-03Dを含めて3機種にとどまっており、他の対応端末は、同月時点で、イー・アクセスではGS01でのみ採用されているmicroSIMタイプのもののみ対応）。
スーパーコンピュータを用い、タッチパネル精度とソフト性能を追求し、タッチ操作に画面が素早く追従し誤操作を防ぐとともに、表面のスルスルを実現する特殊コートにより、指の引っかかりも少ないタッチパネルとなっている。さらに高速タッチフィードバックを搭載したことで、ハードキーボードのような文字入力の感覚を味わうことができる。
タッチパネルは静電容量式を採用し、フルタッチにも対応している。
ユーザーインターフェースには富士通東芝のインターフェースで、元々は当時の合弁相手だった東芝が独自に開発したUIのNX！UIを改良したNX！comfort UIを搭載し、アプリを、ダウンロード順／使用頻度順／名前順／カスタマイズの4種類で表示したり、よく使うツールのショートカットをつくったりできる。
また音声認識機能で、Google音声検索のほかに、利用したいアプリや設定項目を話しかけるだけで、起動することができる「しゃべってカンタン操作」を搭載している。「●●さんにメール」と話しかけるだけで、その相手のあて先の入ったメール作成画面が起動する。
500cd（カンデラ）以上の高輝度ディスプレイに、乱反射抑制加工を施した、高精細液晶を搭載している。また周りの明るさに合わせて輝度を自動調整してくれる。
日本語入力システムはATOKを採用し、富士通とジャストシステムとで共同開発しており、QWERTY入力のほか12キー入力、フリック入力、手書き入力などが対応する。文字入力時に表示されるキーパッド部分が手書き入力のエリアも兼ねており、ボタン操作などで切り替えることなく、タッチ入力、手書き入力を行うことができる。
FOMAハイスピードにて、受信最大14Mbps、送信最大5.7Mbpsの高速パケット通信が可能。またWiFiではIEEE802.11b/g/nに対応しているほか、WiFiテザリングが利用可能となる。
富士通ブランド特有のスーパーはっきりボイス3、ぴったりボイスを搭載している。
カメラにはF-09Cなどと同様に高性能CMOSセンサー「Exmor for mobile」と、高性能画像処理エンジン「Milbeaut Mobile」が、搭載され、高感度、低ノイズの撮影が可能となっている。更に撮影シーンに合わせて、設定を自動で調整する、「自動シーン調整」機能が搭載されている。HD動画の撮影も可能となっている。
イギリスのトラベルケースブランドの「GLOBE-TROTTER」（グローブ・トロッター）とデザインコラボを行っており、筐体後面にブランドロゴが描かれている他、ブラックの背面の質感は、GLOBE-TROTTERのトラベルケースの素材である「ヴァルカン・ファイバー」を再現している。ローズゴールドはグロス調の背面に、ヘリンボーン柄をいれている。またGLOBE-TROTTERのアイコンコーナーパーツを継承したデザインにもなっている。
なお、本機種はAndroid 4.0へのバージョンアップが検討されていたが、メモリ（RAM）不足の可能性があるため、却下された。2011年に発売したソニー・エリクソンのXperiaシリーズ（Xperia arc SO-01C、Xperia acro SO-02C、Xperia ray SO-03C、Xperia PLAY SO-01D）も同様の理由で却下に至っている。その結果、2010年冬春モデルと2011年夏秋モデルでAndroid 4.0へバージョンアップされたのはGALAXY S II SC-02Cのみとなった。なお、後に発売されたARROWSシリーズのARROWS Kiss F-03DとARROWS μ F-07D（いずれもRAMは512MB）のバージョンアップはそもそも検討自体がされていない。

## 限定モデル
特別モデルとして「Classic Orange」をドコモオンラインショップにて、5,000台限定で販売した。このモデルには、トラベルケースと同じヴァルカン・ファイバーを使用した、スペシャルモデル専用のリアカバーが同梱されている。ただしこのリアカバーは防水ではない。またシリアルナンバーをそれぞれに刻印するほか、使い始めてからの移動時間と距離を表示するウィジェットが搭載されている。

## メール・ブラウザ
ブラウザは、JavaScript、HTML5に対応している。Flash Player10.3のアドオンもなされており、パソコンとほぼ同等の動きのあるサイトの閲覧が可能である。
メールはGmailやPOP、IMAPのメールがサポートされているほか、iモードメールと同じ@docomo.ne.jpのプッシュ型のキャリアメールが利用できるように、spモードアプリがプリインストールされている。Gmailにおいては複数アカウントでプッシュメールが利用できる。また音声入力メールが対応している。
spモードでは、My docomoのID発行や、ケータイデータお預かりサービスのような電話帳のバックアップを利用することができる。
緊急地震速報(エリアメール)にも対応している。

## アプリケーション
Android OS用のアプリケーションマーケットである、Androidマーケットが利用可能であり、30万を超えるアプリケーションの中から、自由にアプリケーションをインストールできる。
その他に、NTTドコモが提供するdマーケットや富士通が提供する＠Fケータイ応援団からもアプリケーションをダウンロードができる。なおこれらのなかで日本円に対応したアプリケーションでは、携帯電話料金課金に対応している。

### 搭載アプリ
- F-Link 無線LANを使って、パソコンとF-12Cの間でデータを交換するためのアプリケーション。写真や動画、WordやExcelのデータもやり取りできる。

| - ドコモマーケット - BeeTV - ジョルテ - ホーム画面切替 - ポンパレ - HotPepper - SUUMO - じゃらん - アプリランキング - ANA旅達 - GREE - 野村證券 - 楽天市場 - Amazon JP - ライブドア - 乗換NAVITIME - JAL 国内線 - 朝日新聞 - mixi - プロフィール情報 - F-LINK - Facebook - iD設定アプリ - Evernote - 電子書籍ストア 2Dfacto - Gmail - Google Maps / Latitude / ナビ - YouTube - iチャネル - docomo災害用伝言板 - タスクマネージャー - 声の宅急便 | - evernote - Google Talk - メール - 音声レコーダー - Google検索 / ボイスサーチ - おサイフケータイ - ThinkFree Office - ヘルスチェッカー - ＠Fケータイ応援団 - NX!input powered by ATOK - トルカ - ドコモ海外利用アプリ - 地図アプリ（トライアル版） - 楽天オークション、楽天市場 - iチャネル - 2Dfacto - E★エブリスタ - アラーム - ブラウザ - メール - メッセージ - 設定 - 電卓 - 音楽プレイヤー - ギャラリー - プレイス - ダウンロード - 時計 - メロディコール - ウィルススキャン - 電話帳コピーツール - 電話帳バックアップ |

その他多数ウィジェットなどがある。

## 機能
| 主な対応サービス                                 | 主な対応サービス                            | 主な対応サービス                       | 主な対応サービス                              |
| ------------------------------------------------ | ------------------------------------------- | -------------------------------------- | --------------------------------------------- |
| タッチパネル／加速度センサー                     | Xi／FOMAハイスピード14Mbps(受信)送信5.8Mbps | Bluetooth                              | DCMX／おサイフケータイ／赤外線／トルカ        |
| ワンセグ                                         | メロディコール                              | テザリング                             | WiFi IEEE802.11b/g/n                          |
| GPS                                              | spモード／Eメール／電話帳バックアップ       | デコメール／デコメ絵文字／デコメアニメ | iチャネル                                     |
| エリアメール／ソフトウェアーアップデート自動更新 | デジタルオーディオプレーヤー(WMA)(MP3他)    | GSM／3Gローミング（WORLD WING）        | フルブラウザ／Flash Player 10.2               |
| Androidマーケット／ドコモマーケット              | Gmail／Google Talk／YouTube／Picasa         | バーコードリーダ／名刺リーダ           | ドコモ地図ナビ／Google Maps／ストリートビュー |

## 歴史
- 2011年4月15日 - 技術基準適合証明(TELEC)通過。
- 2011年5月16日 - NTTドコモより発表。
- 2011年6月25日 - 連邦通信委員会(FCC)通過。
- 2011年8月3日 - 事前予約開始。
- 2011年8月7日 - 発売開始。
- 2011年9月22日 - 不具合修正のためのソフトウェアアップデートの提供。不具合が確認され提供中止。
- 2011年10月28日 - 限定色 Classic Orange発売予定。
- 2011年12月6日 - ソフトウェアアップデートを再開。
- 2012年3月26日 - NTTドコモよりAndroid 4.0へのバージョンアップについて検討していることを発表[5]。ただ、この時点で既にF-03DとF-07Dのバージョンアップ検討はされていなかった。
- 2012年7月2日 - Android 4.0へのバージョンアップを断念[2]。

## アップデート・不具合など
2011年9月22日に以下の不具合の修正がソフトウェアアップデートによって行われた。
- 電源ON時、携帯電話（本体）がフリーズし再起動する場合がある。
- 画面表示をOFF後、HOMEボタンを押下しても画面が点灯しない場合がある。
- ブラウザで新しいページを表示する際に、まれに既に開かれているウィンドウが正常に動作しない場合がある。

2011年12月6日に以下の不具合の修正がソフトウェアアップデートによって行われた。
- 電源ON時、携帯電話（本体）がフリーズし再起動する場合がある。
- 画面表示をOFF後、HOMEボタンを押下しても画面が点灯しない場合がある。
- ブラウザで新しいページを表示する際に、まれに既に開かれているウィンドウが正常に動作しない場合がある。
- 2011年9月22日に提供したソフトウェアアップデート後、携帯電話（本体）が正常に起動しない場合がある。

2012年4月4日に以下の不具合の修正がソフトウェアアップデートによって行われた。
- 海外の一部地域において、まれに正常に通信できない場合がある。

2013年8月29日に以下の不具合の修正がソフトウェアアップデートによって行われた。
- microSDXCカードを差し込むと、microSDXCカード内のデータが破損される。
- ビルド番号がV13、V14、V15、V16、V17、V18、V19、V20、V21からV24になる。

2014年3月25日に以下の不具合の修正がソフトウェアアップデートによって行われた。
- 携帯電話（本体）を長時間利用すると、まれに再起動が発生する場合がある不具合を修正する。
- ビルド番号がV13、V14、V15、V16、V17、V18、V19、V20、V21、V24からV25になる。